# 전철 (가수)
전철(1972년 ~ )은 대한민국의 가수이다.

## 학력
- 환일고등학교

## 수상자
전국노래자랑 2003-2005
쇼! 행운열차
가요성인 베스트 30

## 음반
- 2002년 해운대 연가 / 딱 걸렸어
- 2006년 툭툭털고 일어나
- 2012년 왜 울려